# Edam-Volendam
Edam-Volendam (uitspraakⓘ) is een gemeente in het noordoosten van de regio Waterland in de Nederlandse provincie Noord-Holland aan het Markermeer. Er wonen 36.920 mensen (1 januari 2024, bron: CBS), waarvan ongeveer 22.500 in Volendam en ongeveer 7.000 in Edam. De gemeente heeft een oppervlakte van 8098 ha (81 vierkante kilometer).

## Geschiedenis
De oorspronkelijke naam van de gemeente was Edam. In 1974 besloot de gemeenteraad tot een naamswijziging. In 1975 werd dit goedgekeurd door de Kroon.
In 2012 is door de gemeente Zeevang een officieel verzoek ingediend bij de buurgemeente om te komen tot een fusie, hier is door de toenmalige gemeente Edam-Volendam mee ingestemd in mei 2013. In oktober 2013 hebben de beide gemeenten een procedure opgestart om te komen tot een fusie. Deze fusie is op 1 januari 2016 een feit geworden.
De gemeenten Edam-Volendam en Zeevang maakten sinds de oprichting deel uit van de plusregio Stadsregio Amsterdam. Ook na de fusie bleef Edam-Volendam hiervan onderdeel uitmaken.

## Topografie

### Plaatsen binnen de gemeente

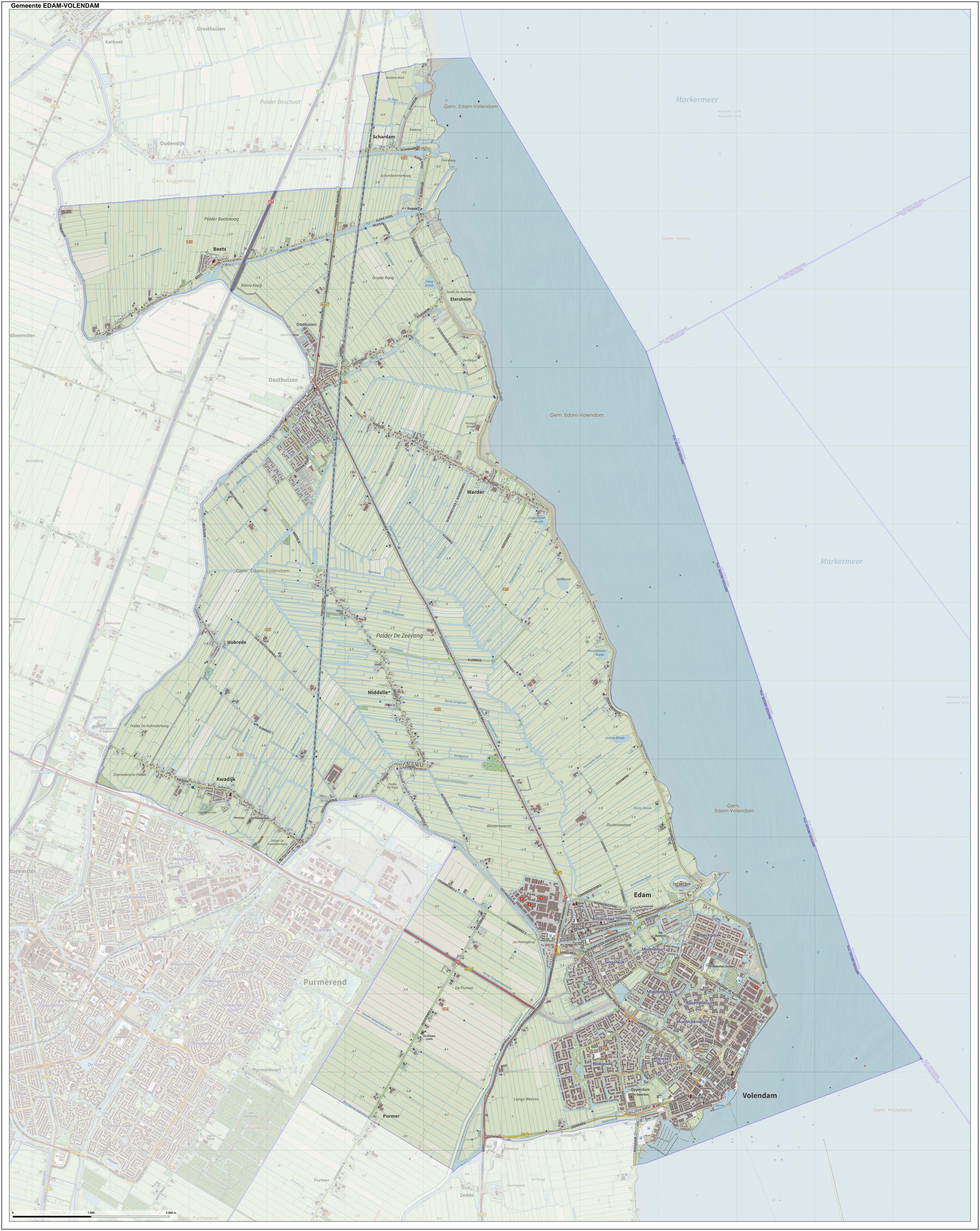
Topografisch kaartbeeld van de gemeente Edam-Volendam, per september 2022

Stad:
- Edam

Dorpen/Gehuchten:
- Beets
- Etersheim
- Hobrede
- Kwadijk
- Middelie
- Oosthuizen
- Purmer (gedeeltelijk)
- Schardam
- Volendam
- Warder

Buurtschappen:
- Axwijk
- Katham
- Verloreneinde

### Aangrenzende gemeenten
| Aangrenzende gemeenten | Aangrenzende gemeenten | Aangrenzende gemeenten | Aangrenzende gemeenten | Aangrenzende gemeenten   |
| ---------------------- | ---------------------- | ---------------------- | ---------------------- | ------------------------ |
|                        |                        | Koggenland             |                        | Hoorn (Markermeer)       |
|                        |                        |                        |                        |                          |
| Purmerend              |                        |                        |                        |                          |
|                        |                        |                        |                        |                          |
| Purmerend              |                        | Waterland              |                        | Almere (Fl) (Markermeer) |

## Politiek

### Zetelverdeling gemeenteraad
De gemeenteraad van Edam-Volendam bestond aanvankelijk uit 21 zetels. Hieronder staat de samenstelling van de gemeenteraad sinds 1998:
| Gemeenteraadszetels | Gemeenteraadszetels | Gemeenteraadszetels | Gemeenteraadszetels | Gemeenteraadszetels | Gemeenteraadszetels | Gemeenteraadszetels | Gemeenteraadszetels |
| Partij              | 1998                | 2002                | 2006                | 2010                | 2014                | 2016                | 2022                |
| ------------------- | ------------------- | ------------------- | ------------------- | ------------------- | ------------------- | ------------------- | ------------------- |
| Volendam '80        | 7                   | 3                   | 6                   | 6                   | 4                   | 4                   | 7                   |
| Lijst Kras          | -                   | -                   | -                   | 1                   | 6                   | 6                   | 3                   |
| CDA                 | 6                   | 7                   | 4                   | 3                   | 4                   | 4                   | 3                   |
| Zeevangs Belang     | -                   | -                   | -                   | -                   | -                   | 4                   | 3                   |
| GroenLinks          | 1                   | 2                   | 1                   | 2                   | 2                   | 3                   | 3                   |
| VVD                 | 2                   | 2                   | 2                   | 5                   | 3                   | 3                   | 2                   |
| BVNL                | -                   | -                   | -                   | -                   | -                   | -                   | 2                   |
| PvdA                | 3                   | 3                   | 3                   | 4                   | 2                   | 1                   | 1                   |
| FvD                 | -                   | -                   | -                   | -                   | -                   | -                   | 1                   |
| Recht door Zee      | -                   | 3                   | 4                   | -                   | -                   | -                   | -                   |
| Gemeentebelangen    | 2                   | 1                   | 1                   | -                   | -                   | -                   | -                   |
| Totaal              | 21                  | 21                  | 21                  | 21                  | 21                  | 25                  | 25                  |
| Opkomst             |                     |                     |                     |                     |                     | 52,31%              |                     |

### College van B&W
Het huidige College van B&W is gevormd door VD'80, Zeevangs Belang en CDA, die samen de vier wethouders leveren. Daarnaast is er een vakwethouder die partijloos is. Burgemeester Sievers is op 19 december 2016 geïnstalleerd.
Het College van B&W van Edam-Volendam bestaat uit de volgende personen:
- Burgemeester Rick Beukers (VVD);[1]
- Wethouder Mw. A. Bootsman (VD'80);
- Wethouder Dhr. D. Dijkshoorn (Zeevangs Belang);
- Wethouder Mw. M. Kes (partijloos);[7]
- Wethouder Dhr. K. Schilder (VD'80);
- Wethouder Dhr. V. Tuijp (CDA).

In de regeerperiode 2006/2010 werd het College van B&W aanvankelijk gevormd door Volendam '80, Recht door Zee (RdZ) en de PvdA. In het weekeinde van 14 september 2007 viel het College echter. De politieke crisis ontstond nadat de lokale partij RdZ het vertrouwen opzegde in coalitiegenoot PvdA, die tijdens een raadsvergadering een motie van wantrouwen steunde tegen RdZ-wethouder Jaap Bond. Die had op een internetforum gesteld dat het CDA verantwoordelijk was voor de dood van de veertien kinderen die omkwamen bij de Nieuwjaarsbrand in 2001. Na de korte crisis besloot Volendam '80 samen met het CDA en de VVD een nieuwe coalitie te formeren. Deze coalitie heeft de resterende regeerperiode afgemaakt.

## Bereikbaarheid
De gemeente is bereikbaar via de N247 (voormalige E10) (Amsterdam-Hoorn) en de N244 (Alkmaar-Edam). De provinciale weg N517 ligt in zijn geheel in de gemeente. In de gemeente ligt de Spoorlijn Zaandam - Enkhuizen, maar heeft geen station.

## Vlag en wapen

De vlag van Edam-Volendam na de fusie met de gemeente Zeevang

Het onofficiële wapen zoals de gemeente deze in al haar communicatieve uitingen gebruikt met daarin ook het wapen van Volendam

De vlag van Edam-Volendam werd als gemeentelijke vlag aangenomen na de fusie met de gemeente Zeevang. Het is een witte vlag met daarop een gestileerd schild waarnaast de woorden Gemeente Edam Volendam. Deze vlag symboliseert de fusie tussen de twee gemeenten.
Het wapen van Edam wordt als volgt beschreven: In keel, een stier van Sabel, staande op een losse grond van sinopel. De stier vergezeld en chef van drie, zespuntige, naast elkaar staande sterren van goud. Het schild aan de bovenzijde vastgehouden door een beer in zijn natuurlijke kleur. Eigenlijk is dit alleen het schild van de stad Edam. De gemeente gebruikt een logo waarin een dubbelschild met de schilden van Edam en Volendam naast elkaar geplaatst zijn.

## Cultuur

### Monumenten
In de gemeente zijn er een aantal oorlogsmonumenten en rijksmonumenten, zie:
- Lijst van oorlogsmonumenten in Edam-Volendam
- Lijst van rijksmonumenten in Edam-Volendam
- Lijst van gemeentelijke monumenten in Edam-Volendam
- Lijst van kerken in Edam-Volendam

### Kunst in de openbare ruimte
In de gemeente zijn diverse beelden, sculpturen en objecten geplaatst in de openbare ruimte, zie:
- Lijst van beelden in Edam-Volendam

Stad: Edam

Dorpen: Beets · Etersheim · Hobrede · Kwadijk · Middelie · Oosthuizen · Purmer (deels) · Schardam · Volendam · Warder

Buurtschappen: Axwijk · Katham · Verloreneinde
Noord-Holland: Steden en dorpen      Nederland: Provincies · Gemeenten
Aalsmeer · Alkmaar · Amstelveen · Amsterdam · Bergen · Beverwijk · Blaricum · Bloemendaal · Castricum · Den Helder · Diemen · Dijk en Waard · Drechterland · Edam-Volendam · Enkhuizen · Gooise Meren · Haarlem ·  Haarlemmermeer · Heemskerk · Heemstede · Heiloo · Hilversum · Hollands Kroon · Hoorn · Huizen · Koggenland · Landsmeer · Laren · Medemblik · Oostzaan · Opmeer · Ouder-Amstel · Purmerend · Schagen · Stede Broec · Texel · Uitgeest · Uithoorn · Velsen · Waterland · Wijdemeren · Wormerland · Zaanstad · Zandvoort

Steden en dorpen · Voormalige gemeenten · Nederland: Provincies · Gemeenten
Aalsmeer · Amstelveen · Amsterdam · Diemen · Edam-Volendam · Haarlemmermeer · Landsmeer · Oostzaan · Ouder-Amstel · Purmerend · Uithoorn · Waterland · Wormerland · Zaanstad